# Коншил ле Темпл
Коншил ле Темпл (фр. Conchil-le-Temple) насеље је и општина у североисточној Француској у региону Север-Па д Кале, у департману Па де Кале која припада префектури Montreuil.
По подацима из 2006. године у општини је живело 917 становника, а густина насељености је износила 47 становника/km². Општина се простире на површини од 16,72 km². Налази се на средњој надморској висини од 5 метара (максималној 57 m, а минималној 3 m).

## Демографија
| 1962. | 1968. | 1975. | 1982. | 1990. | 1999. | 2006. | 2011. |
| ----- | ----- | ----- | ----- | ----- | ----- | ----- | ----- |
| 580   | 657   | 698   | 728   | 792   | 789   | 917   | 1.087 |

График промене броја становника у току последњих година